# Scan
Scan är ett svenskt varumärke inom kött och chark. 

## Historik och ägande
1899 grundades Sveriges första andelsslakteri i Halmstad, efter dansk förebild. 1906 bildades Sydöstra Skånes Andelsslakteriförening och 1908 Sveriges andra andelsslakteri i Tomelilla, vilket inspirerade till grundandet av Sydvestra Skånes Andelsslakteriförening 1911. De skånska och halländska föreningarna gick 1934 samman i producentkoperativet Föreningen av Skånska andelsslakterier (FSA), vilken efter en omorganisation 1942 benämndes Scan. Efter flera fusioner under 1960-talet började varumärket Scan användas av Sveriges alla slakteriföreningar 1970. Därmed skapades också den ovala, röda logotypen med namnet i vitt. 
Finländska HK förvärvade svenska Scan 2007 och bytte namn till HKScan Oy. Koncernen blev därmed ett av norra Europas största livsmedelsföretag inom kött, charkuterivaror och färdigmat. Verksamhet bedrevs i Finland (HKScan Finland OY med varumärken HK, Kariniemen, Tamminen, Portti, Kivikylän), Sverige (HKScan Sweden AB med Scan och Pärsons) och Danmark (Rose Poultry), Baltikum (AS Rakvere Lihakombinaat och AS Tallegg med Rakvere, Rigas Miesnieks, Tallegg, Klaipédos Maisnas, Ekseko). 
HKScan Oy delägdes tidigare av Lantmännen men i december 2023 avtalade parterna om att Lantmännen under 2024 skulle sälja sitt innehav i det finländska moderbolaget och i stället köpa dotterbolaget HKScan Sweden AB. Affären godkändes av EU-kommissionen i mars 2024..

## Den svenska verksamheten
HKScan Sweden AB omsätter ungefär 10 miljarder kronor och har cirka 2000 medarbetare. Bolaget har sitt huvudkontor i Stockholm och produktionsanläggningar i Kristianstad (svinslakt, styckning, chark), Linköping (nöt- o fårslakt, styckning, chark, logistik), Skara (färsmalning, nöt- o svinslakt samt styckning avvecklades 2014) och Halmstad. 
Alla produkter som marknadsförs under Scanmärket har enbart svensk köttråvara, en princip som Scan använder i sin marknadsföring, men vissa butikers egna varumärken som produceras av Scan har utländsk köttråvara. Scans bacon har svensk köttråvara, men produceras till skillnad från övriga sortimentet i Polen.